# Personal Digital Cellular
Personal Digital Cellular (PDC) er en 2G mobiltelefon standard udviklet og anvendt udelukkende i Japan.
I lighed med D-AMPS og GSM anvender PDC TDMA. PDC standarden blev fastlagt af ARIB i 1991, og NTT DoCoMo lancerede sin PDC-baserede Digital MOVA tjeneste i marts 1993. 

## Egenskaber og udbredelse
PDC tilbyder tale, tjenester som viderestilling, telefonsvarer, osv., data transmission (op til 9,6 kbit/s, og pakkekoblet data-tjeneste (op til 28,8 kbit/s).
PDC har lavere sendestyrke end GSM, hvilket gør det muligt at lave mindre og lettere telefoner med mindre batterier.  Prisen er ringere tale-kvalitet og problemer med at fastholde forbindelsen.
PDC opnåede i en periode 80 millioner abonnenter i Japan, men har nu (december 2005) 45 millioner abonnenter.  PDC er ved at blive faset ud til fordel for 3G teknologier som W-CDMA og CDMA2000.

## Teknik
PDC bruger en 25 kHz bærebølge, 3 timeslot, pi/4-DQPSK modulation, og en tale codecs med en (lav) bitrate på 11.2 kbit/s og 5.6 kbit/s.
PDC er implementeret i 800 MHz og 1500 MHz båndene.  I 800 MHz båndet bruges 810-888 MHz downlink og 893-958 MHz uplink.  I 1500 MHz båndet  bruges 1477-1501 MHz downlink og 1429-1453 MHz uplink.
NEC and Ericsson er de primære leverandører at udstyr til PDC netværk.